# デイル・アル＝バラフ

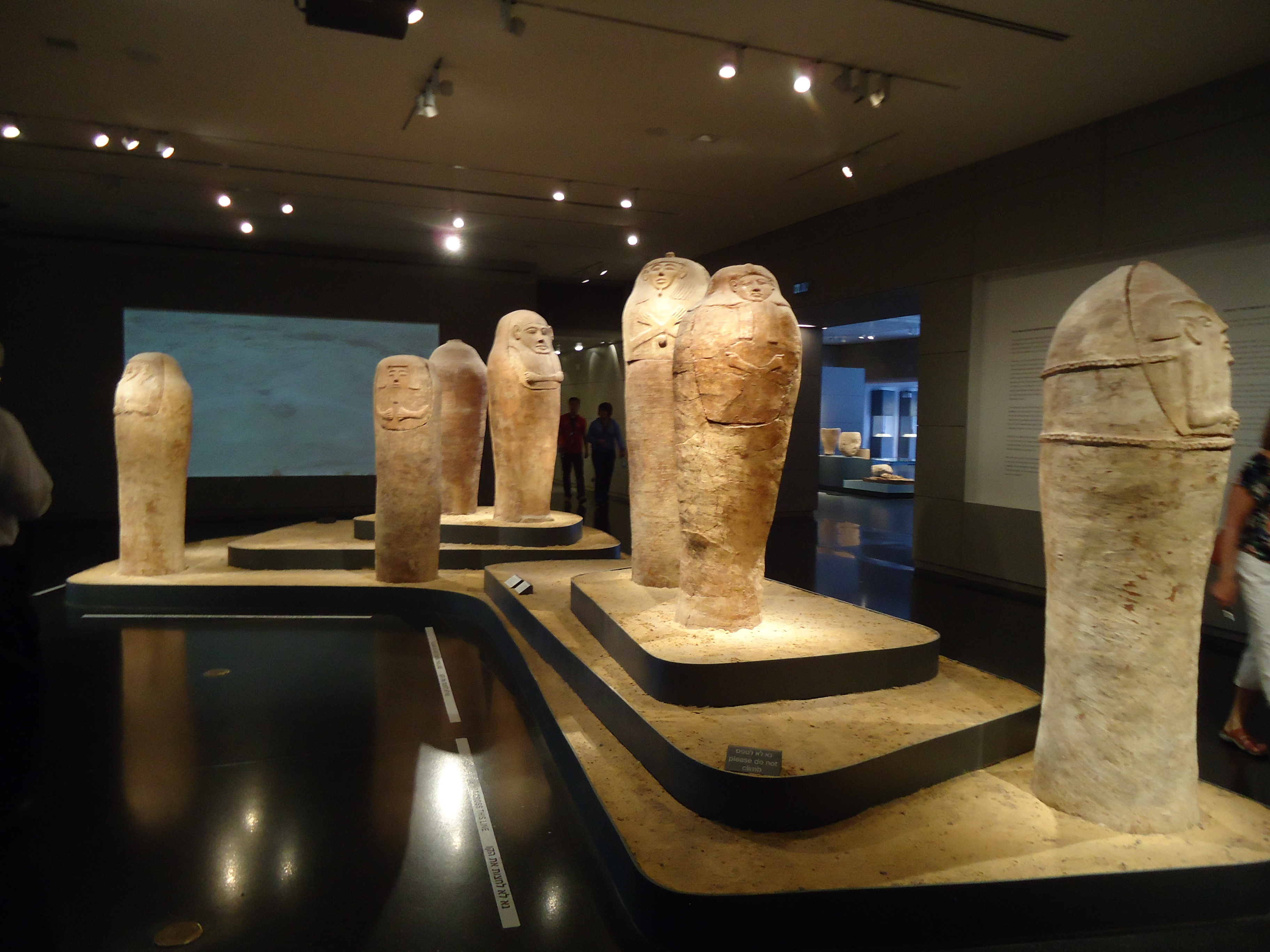
ラムセス2世の遠征でカナンと隣接するエジプト最東端の要塞となったのがデイル・アル＝バラフであった。画像はこの地から出土した青銅器時代後期の人型の棺（イスラエル博物館蔵）。

デイル・アル＝バラフ（アラビア語: دير البلح、ナツメヤシ（デーツ）の修道院の意味、ラテン文字転写: Deir al-Balah, Deir el-Balah, Dayr al-Balah）は、中東パレスチナ国のガザ地区中部にある市であり、デイル・アル＝バラフ県の県都である。ガザ市の約14km南に位置しており、2021年の推定人口は83,192人だが、この数字にはデイル・アル＝バラフ難民キャンプの人口は含まれていない。
1863年にこの地を訪れたフランスの探検家ヴィクトー・ゲランは、地元の言い伝えによると、古代修道院の礼拝堂の上にモスクが建てられたと書き残した。また、地元の農家が丁寧に手入れをしているナツメヤシの木立にちなんで町の名前が付けらたことも記述した。

## 語源

### デイル・アル＝バラフなど
アラビア語の「デイル・アル＝バラフ」は、「ナツメヤシの修道院」と訳され、街の西に広がるナツメヤシの木立にちなんで名づけられた。その名は19世紀後半に遡り、それ以前はこの都市は地元ではDeir Mar Jiryis (デイル・マール・ジュリイス)またはDeir al-Khidr (デイル・アル＝ヒディル)、オスマン帝国の記録ではDayr Darum (デイル・ダールーム) として知られていた。
マール・ジュリエスは、聖ゲオルギオスと訳さる一方、レバントのイスラムの伝統では、アル＝ハディルは、聖ゲオルギオスまたは エリヤのいずれかを指すことが出来た。デイル・アル＝バラフの住民は、アル＝ハディルを聖ゲオルギオスと結びつけていた。この町は、パレスチナ全土で最も崇敬されている聖人アル＝ハディルにちなんで名付けられた。アル＝ハディルの名を冠したデイル・アル＝バラフのモスクには、伝統的に地元の人々によって彼の墓があると信じられている。

### ダロムなど
オスマン帝国時代後期まで、デイル・アル＝バラフはアラビア語でDarum (ダールーム)、またはDarun (ダールーン) と呼ばれていたが、これは十字軍時代の集落のラテン語名Darom (ダロム) またはDoron (ドロン)」に由来する。この名前は、十字軍の年代記編者であるギヨーム・ド・ティールによって、「ギリシャ人の家」(dar ar-rum) を意味するdomus Graecorum (ドムス・グラエコルム) の転訛と説明された。
さらに時代を下ると、18世紀の学者アルベルトゥス・ シュルテンスは、その語源は古代ヘブライ語の名Darom (ダローム) またはDroma (ダローマ) だとし、ヘブライ語の「南」の語根に由来し、リッダの南の地域、すなわち沿岸平野とユダヤの丘陵地帯の南部、そしてネゲヴ砂漠の北部を指していると仮定した。アラブ統治時代初期、この地域のアラム語名であるダローマが訛ったad-Darum (アド＝ダールーム) またはad-Dairan (アド＝ダイラーン) は、べイト・ジブリーンの南部小地区の名前であった。

## 地理
デイル・アル＝バラフは、ガザ地区中央部、東地中海の海岸線沿いに位置する。その市内中心部は海岸から約 1,700 メートル東にあり、ダールームの古代遺跡はデイル・アル＝バラフ中心部から3キロメートル南で発見された。市の市境はイスラエルとの境界に向かって東に伸びているが、その市街地は主要道路のサラーフ・アッディーン通りを越えて東には広がっていない。
近隣地域には、北のヌセイラット難民キャンプとブレイジ難民キャンプ、北東のマガジ難民キャンプ、南のワディ・アズ＝サルカなどがある。 ハーン・ユニスはデイル・アル＝バラフの南に9.7キロメートル、ガザ市は北に14.6キロメートルに位置している。
同市は沿岸部のデイル・アル＝バラフ難民キャンプを吸収したが、依然として同難民キャンプはデイル・アル＝バラフの市行政の範囲外にある。1997年に総土地面積は14,735ドゥナム(14.7平方キロメートルまたは1,473.5ヘクタール)と記録されているが、市の総市街地面積は7,000から8,000ドゥナム(7〜8平方キロメートルまたは700〜800ヘクタール)で構成されている。デイル・アル＝バラフは、29の行政区域に区分けされている。

## 歴史

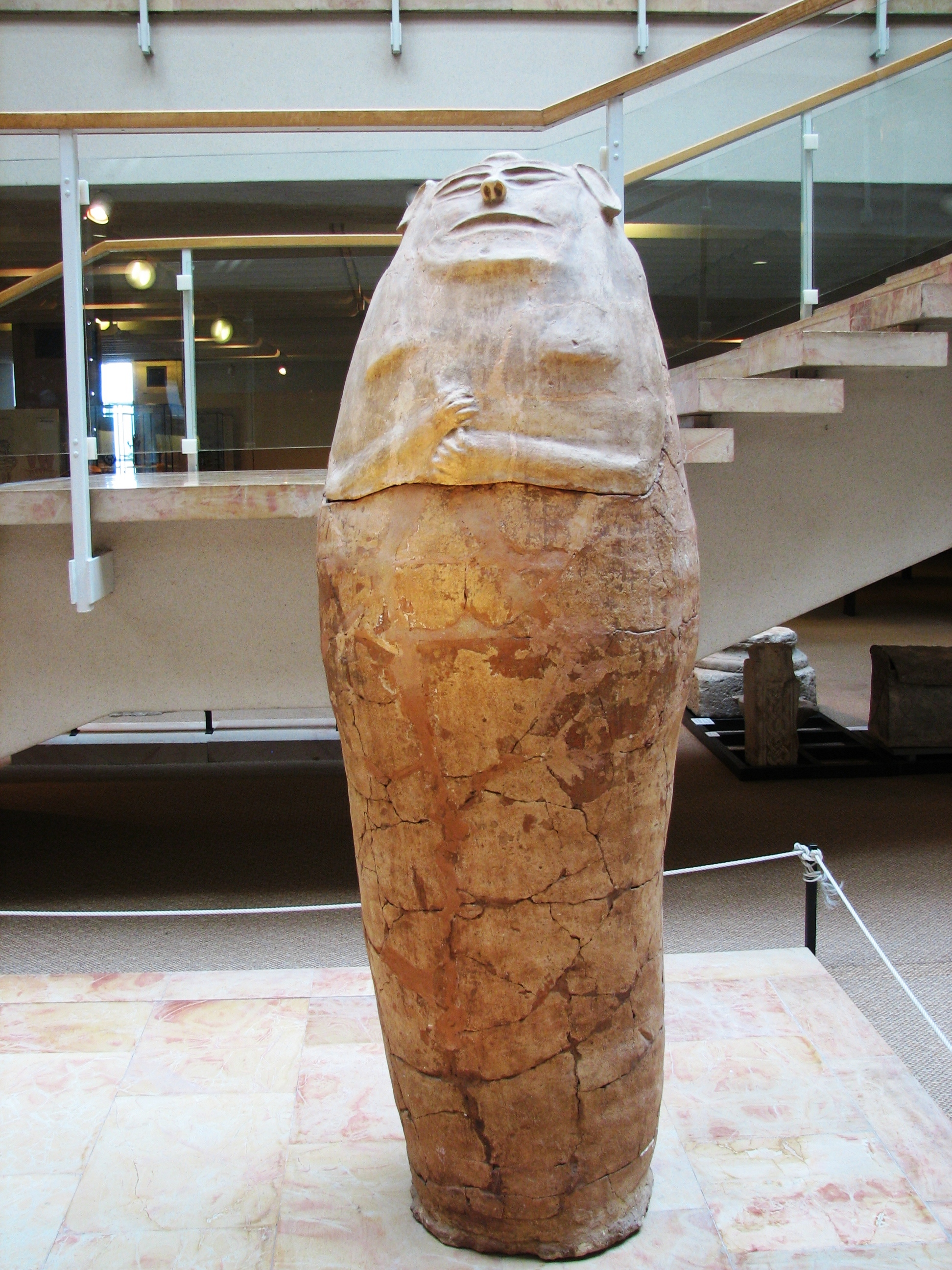
デイル・アル＝バラフで発見された後期青銅器時代の人型のサルコファガス（ハイファのヘフト博物館蔵）

### 青銅器時代のカナン人と鉄器時代のペリシテ人の都市
デイル・アル＝バラフの歴史は紀元前14世紀半ばの青銅器時代後期に遡る。当時は、カナンとの辺境にあるエジプト新王国の前哨基地として機能していた。ラムセス2世（紀元前1303年 - 紀元前1213年）の治世中、デイル・アル＝バラフは東地中海にある6つの駐屯要塞の最東端となった。一連の要塞は西のシナイ要塞から始まり、軍事道路である「ホルスの道」を通ってカナンへと続いていた。デリ・アル・バラの正方形の要塞には、各隅に4つの塔と貯水池があった。デイル・アル・バラの考古学的発見により、宝飾品やその他の所持品が納められた複数の墓のある大規模な古代エジプトの墓地が明らかになった。要塞の住民は、建築物にエジプトの伝統的な技術と芸術デザインを採用していた。この辺境遺跡の国際的な様相は、出土したキプロス、ミケーネ文明、ミノア文明の豊富な遺物によって証明されている。
デイル・アル＝バラフは、ペリシテ人がカナンの南海岸地域を征服する紀元前1150年頃まで、エジプトの手中に残っていた。ペリシテ人の集落は発掘現場の南西に位置していたと考えられており、その遺跡は大きな砂丘の下に隠されている。後期青銅器時代の層に掘られた5つのピットとそこに含まれていたペリシテ人の土器をは、その時代の数少ない調査結果である。
エジプト時代の遺跡の考古学的発掘調査は、イスラエルの占領下で1972年から1982年にかけて行われ、トルーデ・ドーサンが指揮を執った。発掘完了後、この地域は農業目的で使用され、現在は菜園や果樹園で覆われている一方、主な発見はエルサレムのイスラエル博物館やハイファのヘフト博物館などのイスラエルの博物館で見ることができる。
同様の文化的発展は、やはりガザ地区にあった当時のテル・エル＝アジュールでも証明されている。

### ビザンティン時代
ビザンティン統治時代、パレスチナで最初の隠遁所（修道院の一形態）は、初期キリスト教の修道士ヒラリオンによって、現在のデイル・アル＝バラフの場所に設立された。ヒラリオンは当初そこに小さな小屋を建てたが、コンスタンティウス2世 (337年-361年) の治世中に隠遁所を建立した。彼の人生の終わりに向けて、修道院は成長し、多くの訪問者を引き付けるようになった。ヒラリオンは、キプロスに旅立つまでの合計22年間、この修道院に居住し、371年に亡くなった。隠遁所は、泥レンガとヤシの木の枝で作られたいくつかの小さな独房に分かれていた。地元の伝承や19世紀の西洋の旅行者の観察によると、ヒラリオン修道院の礼拝堂は現在アル＝ハディル・モスクによって占められている。フランスの探検家ヴィクトー・ゲランは、モスクの2本の大理石の円柱が東ローマ帝国時代の修道院の一部であった可能性があると指摘した。

### 初期イスラーム期
アラビアにおけるイスラーム支配の初期の632年、ムスリムの司令官ウサマ・イブン・ザイドはビザンティン帝国が支配するダールームに対して襲撃を開始したが、これは特にデイル・アル＝バラフではなく、現在のデイル・アル＝バラフ含むリッダの南の地域を指していた。この地は、634年にアムル・イブン・アル＝アースがガザを征服した後、正統カリフによって併合されたパレスチナで最初の場所の1つであった。
初期のアラブ・モスリム支配を通じて、そして11世紀後半に十字軍がやって来るまで、「ダールーム」は通常、首府がべイト・ジブリーンまたはヘブロンの町の間で変動するジュンド・フィラスティーンの南部地域を指していた。
ファーティマ朝のカリフ・アル＝アズィーズ・ビッラー（在位975-996年）は、寵愛したワズィール、ヤアクーブ・イブン・キッリスに、現在のデイル・アル＝バラフの封土を与えたことが、市内のアル＝ハディル・モスクに刻まれた980年代と定められた碑文で証明されている。封土にはナツメヤシの木々が生い茂るある広大な邸宅が含まれていた。

## 考古学
古いデイル・アル＝バラフのいくつかの家の壁には、白い大理石の柱身が組み込まれていた。それはエルサレムのハラム・アッシャリーフ（神殿の丘）にある中世時代の柱に似ていた。

### アル＝ハディル・モスク
アル＝ハディル・モスク（「マカーム・アル＝ハディル（アル＝ハディルの聖所の意）」とも呼ばれる）は、7.4 メートルと16.3メートルの大きさで、東ローマ帝国時代の修道院跡地に建てられた。北側と南側の城壁には控え壁があり、東側の壁には3つの後陣がある。1875年の『西パレスチナ調査』は、南側の壁にある扉に通じる階段の一段にギリシャ語の碑文があり、床には明らかに墓碑に似た2つのマルタ十字が刻まれ割れた石板があったと報告している。モスクの東側と中庭でも、さらなる石板とギリシャ語の碑文が見つかった。中央には近代的な石積みで作られた墓があり、聖ゲオルギオス (Mar Jirjis (マール・ジルジス))、アラビア語ではアル＝ハディルとして知られている聖人の墓であると伝承されている。
パレスチナで多数派イスラム教が優勢になる以前は、この地域にはイスラム教の守護聖人を祀るドーム型の建造物が数多くあり、その中に3つのドームを有するデイル・アル＝バラフのアル＝ハディル・モスクがあった。2016年3月、ガザ地区の観光考古省は、国際連合教育科学文化機関（ユネスコ）と地元非政府組織のNAWA財団の財政支援を受けて、アル＝ハディル・モスクの復元を開始した。このプロジェクトは、モスク/墓所を児童文化図書館に改築することを目指した。

## 2023年パレスチナ・イスラエル戦争の影響

### 攻撃される指定退避先
2023年10月パレスチナ・イスラエル戦争が始まると、イスラエル国防軍はガザ地区北部の住人に中部と南部へ退避をするよう通告し、安全のための移動先として勧告した都市の一つが、デイル・アル＝バラフだった。しかし、国内避難民が押し寄せた避難先でもイスラエルの空爆が遂行され、子どもを含む多数の死傷者が出たほか、多くの建物が破壊された。

### アル＝ハディル・モスクの全壊
建築自体は後世の復元だが、考古学的、そして歴史的には1400年以上の伝統を誇るアル＝ハディル・モスクが砲撃を受けて全壊したことが報告された。地元ではパレスチナで最も崇敬ている聖人アル＝ハディル（キリスト教徒にとっては聖ゲオルギオス）の墓所と伝承されており、ビザンティン時代の修道院の上に建てられたこともあり、モスリムとキリスト教徒の双方から精神的および瞑想の目的で長い間あがめられてきた聖所だった。
2016年には復元と改築が行われ、復元された墓所以外にも、復元作業中に見つかった古代遺物を展示する小部屋や、文化や、リクリエーション、そして教育活動の場としても利用できる6,000冊を所蔵する図書館も併設され、ガザ地区中部の文化の中心となっていた。

### 救急隊員殺害
2024年1月10日、パレスチナ赤新月社（PRCS）は、ガザ地区を南北に貫くサラーフ・アッディーン通りを走行していた同社の救急車が、デイル・アル＝バラフの入り口でイスラエル軍の攻撃を受け、救急隊員4人を含む計6人が殺害されたと発表した。イスラエル国防軍は、「提供された詳細情報に基づき調査を実施した結果、当該地区で攻撃は行われなかったことが判明した」として攻撃を否定したが、国際赤十字・赤新月社連盟（IFRC）のジャガン・チャパガイン (Jagan Chapagain) 事務総長は「患者と医療従事者の保護に議論の余地はない。決して標的にされてはならない」と殺害行為を「容認できない」攻撃だと強く非難した。
同日には、やはりサラフ・アッデーン通りに近いアル＝アクサ殉教者病院近隣の2階建て建物が、空爆を受け20人以上が殺害されたことが報告された。

### ワールド・セントラル・キッチン職員殺害
2024年4月1日には、人道支援NGOのワールド・セントラル・キッチン (WCK) の3台の車両がデイル・アル・バラフの倉庫に支援物資を届けた後、イスラエル軍との事前調整にも拘わらず、アッ＝ラシード通りの「非戦闘地域」を走行中に同軍のドローン攻撃を受け、7人の職員が殺害された。死者には、オーストラリア人、ポーランド人、英国人、米国とカナダの二重国籍者、パレスチナ人が含まれており、国際社会から大きな批判を受け、WCKや連携する非営利団体の支援活動が一時停止した。イスラエル軍は「重大なミスと手続き違反」を認め2人の将校を解任したと発表したが、WCKのエリン・ゴア最高経営責任者は、同軍は「自らおかした失敗について、納得のいく調査を行うことはできない」と指摘し、第三者機関による独立委員会による調査を要求した。国連のアントニオ・グテーレス事務総長も同様に独立調査が必要だとの認識を示した。